# Číslovka
Číslovka (lat. numerale, plurál numeralia) je slovní druh, kterým se vyjadřuje počet, pořadí, násobenost, díl celku apod.

## Typy číslovek

### Dělení podle určitosti počtu
Číslovky se dělí na:
- neurčité – označují počet jen obecně (několik, několikrát, několikanásobný, málo, moc, někdy se mezi neurčité číslovky počítají i slova jako nikdo, žádný)
- určité – označují přesný počet (dvakrát, dvojnásobný, dva); některé číslovky určité mohou mít význam neurčitý (tisíceré díky, mám sto chutí)

### Dělení podle syntaktické formy
- základní (kardinální) – označují počet, pojmenovávají čísla (tři, polovina, dvě stě třicet dva, několik, mnoho), gramaticky jsou přibližně v roli podstatného jména
- řadové (ordinální) – označují pořadí (osmý, poněkolikáté), zpravidla ve funkci přídavného jména nebo příslovce
- souborové (kolektivní) – označují počet souborů (dvoje ponožky, patero nářadí, troje povlečení), též vyjadřují počet věcí vyjádřených pomnožným tvarem, syntakticky jsou obdobné základním číslovkám
- druhové – označují počet druhů (dvojí, sterý, pod obojí způsobou, dvojí lid, trojí lid, doktor obojího práva = JUDr.), v češtině převážně nepoužívané
- násobné (multiplikativní) – vyjadřují násobek čísla (trojnásobný, pětkrát, mnohokrát), zpravidla ve funkci přídavného jména nebo příslovce
- podílné (distributivní) - vyjadřují číselný podíl (po dvou, po několika), zpravidla ve funkci příslovce

## Číslovky v češtině
Číslovky v češtině podléhají ohýbání a ve větě nejčastěji plní roli přívlastku shodného a určuje se u nich gramatická kategorie pádu. Některé číslovky ale nejsou jmény, ale mají funkci příslovce (např. třikrát, poněkolikáté, milionkrát, ... ), a flexi tedy nepodléhají.